# Технологічні властивості гірських порід
Технологічні властивості гірських порід (рос. технологические свойства горных пород, англ. technological properties of rocks; нім. technologische Eigenschaften f pl  der Gesteine) – властивості і параметри, які характеризують реакцію гірських порід на вплив на них різних інструментів (напр., бурових), механізмів (напр., екскаваторів) або технологічних процесів (напр., вибуху). Поширення отримав також синонімічний термін “гірничо-технологічні властивості гірських порід”. Т.в.г.п. прийнято розрізнювати і об'єднувати за видами, групами, категоріями і класами, які мають певні діапазони тих чи інших технологічних властивостей і характеристик. 
Характеристики та гірничо-технологічні властивості гірських порід — міцність, абразивність, твердість, буримість, висаджуваність, збагачуваність, фільтраційні, гідравлічні властивості гірських порід.

## Питомий опір копанню
Питомий опір копанню (рос. удельное сопротивление копке, англ. specific ground resistance; нім. spezifi-scher Grabwiderstand m) — відношення величини опору ґрунту копанню (опір ґрунту різанню), а також зусилля, необхідне для заповнення ковша, подолання тертя ковша об ґрунт та переміщення призми волочіння до площі зрізаної стружки.

## Питомий вихід пилу
Питомий вихід пилу (рос. удельный выход пыли, англ. specific dust content; нім. spezifische Staubausbeute f, spezifischer Staubgehalt m) — кількість пилу, що надійшов у повітря при гірничих роботах (очисних чи підготовчих), віднесений до одиниці маси відбитої чи навантаженої гірської породи.